# Večernje novosti
Večernje novosti (serbisch-kyrillisch Вечерње новости „Abendnachrichten“) ist eine serbische Tageszeitung. Die Erstausgabe der Zeitung erschien am 16. Oktober 1953 im damaligen Jugoslawien. Herausgeber ist heute die Novosti AD. Chefredakteur ist Manojlo Vukotić.